# Gentianella fabrisii
Gentianella fabrisii är en gentianaväxtart som beskrevs av Filippa och Barboza. Gentianella fabrisii ingår i släktet gentianellor, och familjen gentianaväxter. Inga underarter finns listade i Catalogue of Life.